# Dekanat pińczowski
Dekanat pińczowski – jeden z 33 dekanatów rzymskokatolickiej diecezji kieleckiej. Tworzy go 12 parafii:
- Bogucice – pw. Nawiedzenia NMP
- Chroberz – pw. Wniebowzięcia NMP
- Gartatowice – pw. św. Floriana m.
- Góry – pw. Wniebowzięcia NMP
- Kije – pw. św. Piotra i Pawła App.
- Krzyżanowice Dolne – pw. św. Tekli dz. m.
- Michałów – pw. św. Wawrzyńca diak. m.
- Młodzawy – pw. Ducha Świętego i Matki Bożej Bolesnej
- Pińczów
  - Parafia św. Jana Apostoła i Ewangelisty w Pińczowie
  - Parafia Miłosierdzia Bożego w Pińczowie
  - Parafia Nawiedzenia Najświętszej Maryi Panny w Pińczowie
- Wrocieryż – pw. św. Marcina b. w.